# Vierge à l'Enfant entourée d'anges
Vierge à l'Enfant entourée d'anges est un tableau de Quentin Metsys, réalisé sous forme de triptyque vers 1509. Cette huile sur bois est conservée au musée des Beaux-Arts de Lyon. 

## Description
Le tableau présente une Vierge aux longs cheveux, debout sous une arche aux solides colonnes d'onyx et de cristal. Elle est richement vêtue, la tête légèrement baissée vers l'enfant Jésus qu'elle porte contre elle, lequel est enveloppé dans un linge qui se confond avec la robe blanche brodée de sa mère. Deux putti encadrent la scène dans la partie supérieure, l'un assis sur le chapiteau de  gauche, l'autre sur celui de droite. Trois anges vêtus de rouge sont au sol derrière la Vierge, l'un jouant d'un instrument de musique, un luth, un autre tendant un œillet rouge. Au fond à gauche, à côté d'un petit coin de ciel bleu et de quelques arbres, on peut apercevoir une toute petite section d'une église dont les éléments l'identifient à l'ancienne Église Saint-Pierre de Louvain.

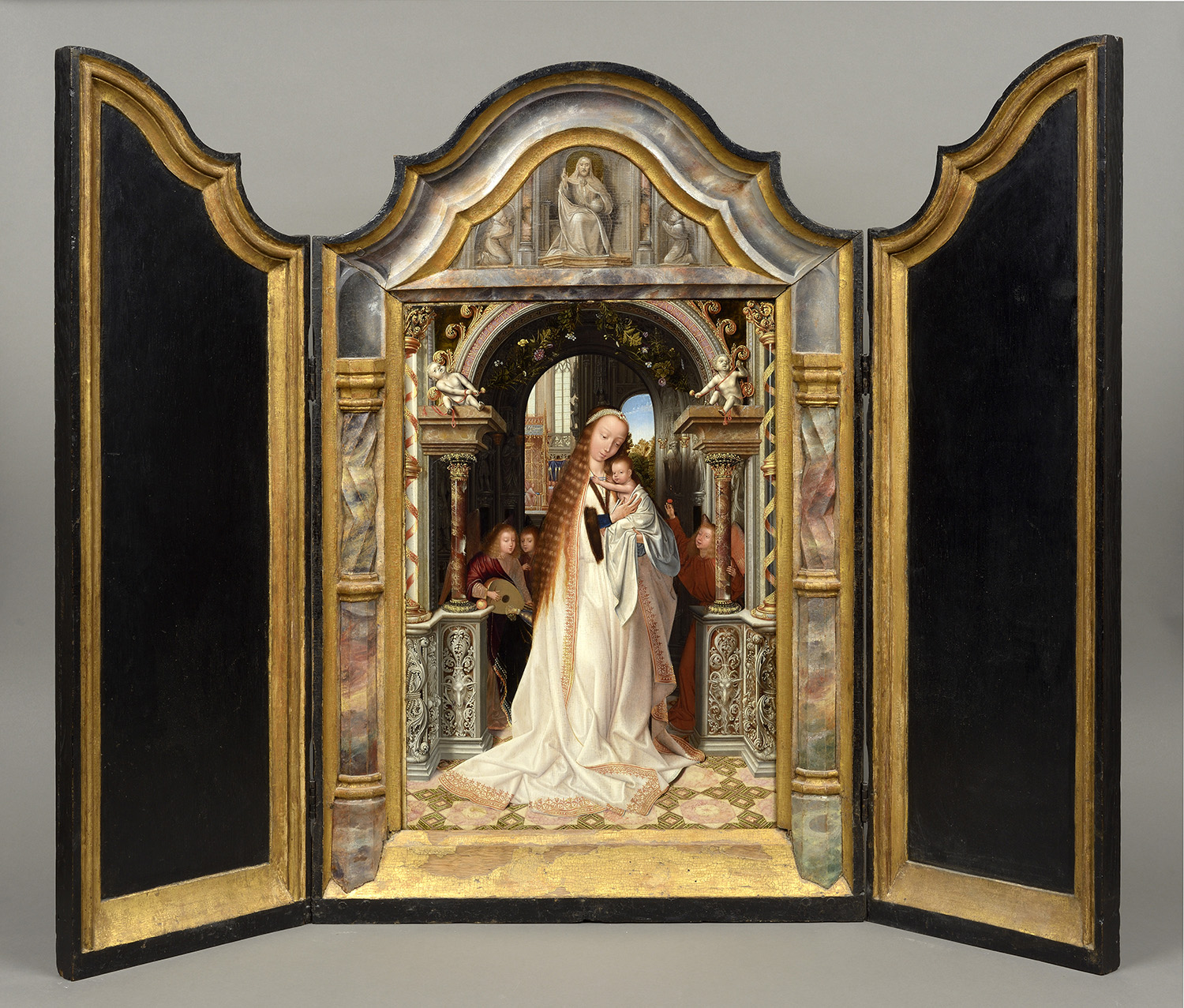
Vierge à l'Enfant entourée d'anges, triptyque avec retable ouvert, vers 1509

## Historique
L'œuvre, qui devait servir à l'origine à une dévotion privée, semble faire écho à l'art de Jan van Eyck. Le musée de Lyon l'a acquise en 1859.